# (8981) 1964 YJ
(8981) 1964 YJ est un astéroïde de la ceinture principale découvert en 1964.

## Description
(8981) 1964 YJ a été découvert le 31 décembre 1964 à Nankin en République populaire de Chine par l'observatoire de la Montagne Pourpre.

### Caractéristiques orbitales
L'orbite de cet astéroïde est caractérisée par un demi-grand axe de 3,1 UA, un périhélie de 2,91 UA, une excentricité de 0,03 et une inclinaison de 11,39° par rapport à l'écliptique. Du fait de ces caractéristiques, à savoir un demi-grand axe compris entre 2 et 3,2 UA et un périhélie supérieur à 1,666 UA, il est classé, selon la JPL Small-Body Database, comme objet de la ceinture principale.

### Caractéristiques physiques
(8981) 1964 YJ a une magnitude absolue (H) de 12,1 et un albédo estimé à 0,081.